# Chinampa
 (décembre 2024).
 (décembre 2024).

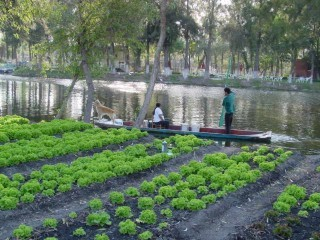
Chinampa à Xochimilco dans les années 2000 : méthode agraire protégée par l'UNESCO en tant que patrimoine mondial.

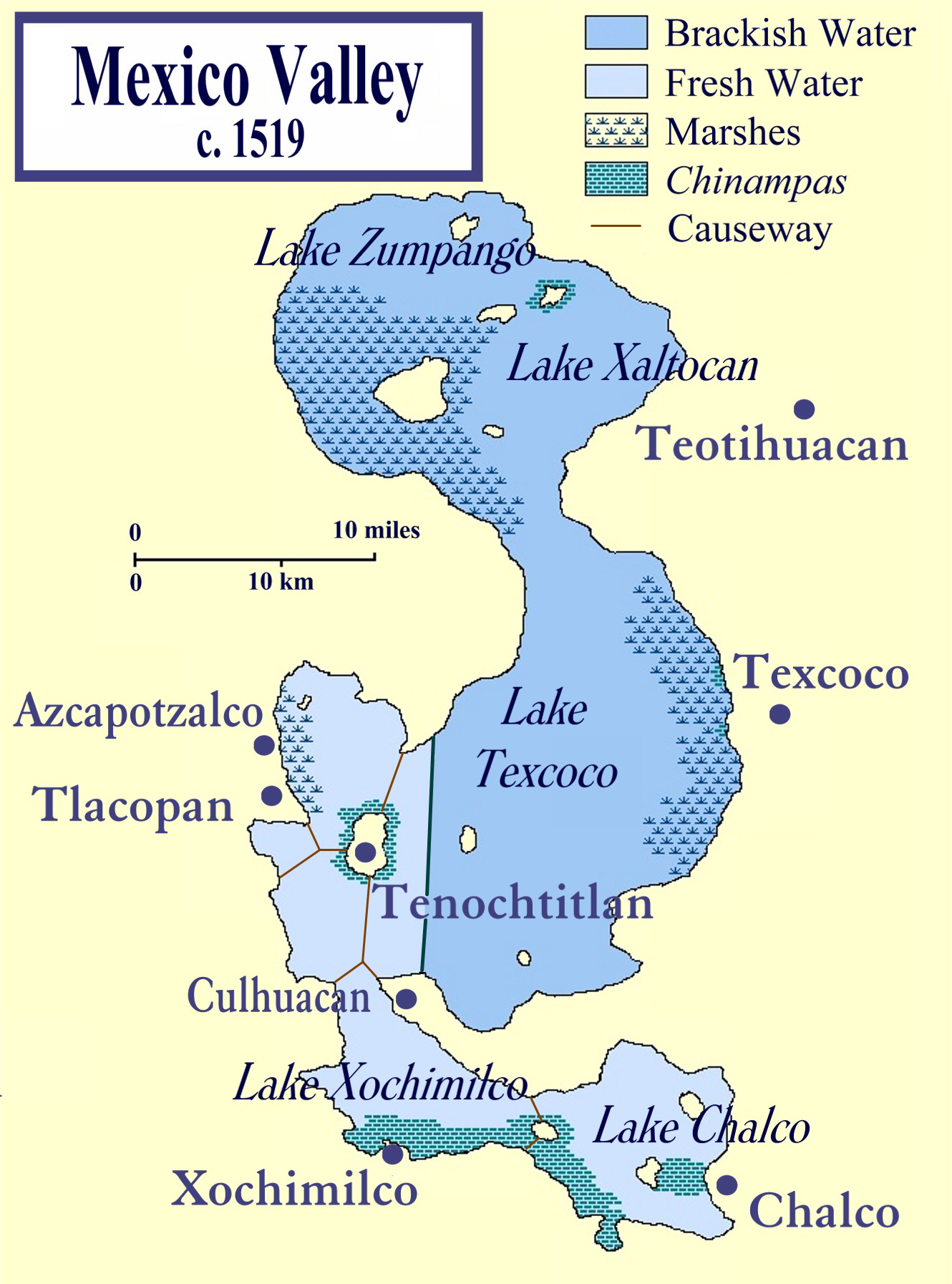
Le réseau de lacs de la vallée de Mexico à l'époque de la conquête par les espagnols, montrant la localisation des chinampas.

Une chinampa, parfois qualifiée de jardin flottant, est une surface cultivable créée dans les zones lacustres de Mésoamérique comme Texcoco et Xochimilco. Cette technique d'agriculture utilisée par les Nahuas et en particulier par les Aztèques, permettait de subvenir à plus de la moitié des besoins en nourriture de Tenochtitlán, la grande capitale de l'époque.

## Étymologie
Ce mot d'origine nahuatl signifie littéralement « lieu de la clôture de roseaux » (chināmitl, clôture de roseaux, -pan lieu), c'est-à-dire une parcelle de culture. Il est parfois traduit par « jardin flottant ».

## Description
Les chinampas se présentent sous la forme d'un réseau de canaux et d'îles artificielles, généralement rectangulaires, dépassant d'environ un mètre de la surface de l'eau.
Ils ont été décrits par Hernán Cortés au XVIe siècle. Il fait état de son émerveillement dans la lettre qu'il adresse à Charles Quint : il est impressionné par ce qu'il voit lorsqu'il arrive à Tenochtitlán, qu'il qualifie de « Venise du Nouveau Monde ».
Des canaux étaient tout d'abord creusés pour faciliter l'écoulement de l'eau et des alluvions. On disposait ensuite cette boue très riche en nutriments sur l'île, maintenue par un réseau de branches de canne (jonc, canne de maïs) et de feuillage. Des semis étaient ensuite réalisés dans un mélange de boue et de feuillage, qui étaient enfin déposés sur l'île. Des arbres étaient également plantés afin de limiter l'érosion de l'île par l'eau.
Les principales cultures étaient du maïs et des haricots mais on cultivait également des pommes de terre, avocats, tomates, goyaves, amaranthes, piments. La culture concernait aussi des fleurs qui étaient très utilisées dans les cérémonies.
Cette technique agraire permettait de récolter quatre fois par an, en variant les semis et la quantité d'eau et de boue. Elle est associée à la période de développement urbain de l'empire aztèque.

## Déclin
Un rapide déclin des chinampas s'est produit lors de l'hécatombe post colombienne dans la population américaine à la suite de l'arrivée au XVIe siècle des conquistadors espagnols. En 1518, la variole a été signalée pour la première fois dans les Amériques et est devenue la maladie importée de l'Ancien Monde la plus mortelle. 
On estime que 40% des 200 000 habitants de la capitale Aztèque de Tenochtitlan, plus tard Mexico, sont morts de la variole en 1520 pendant la guerre des Aztèques contre le conquistador Hernán Cortés. La mortalité fut l’un des principaux facteurs de la chute de la ville au moment du Siège de Tenochtitlan. L'hécatombe a provoqué une chute démographique de l'ordre de 90% de la population, diminuant la main d'oeuvre disponible et provoquant une perte du savoir faire, des coutumes sociales et culturelles. 
Deux autres épidémies affectèrent la vallée de Mexico : la variole en 1545-1548 et le typhus en 1576-1581. Les Espagnols, pour compenser la diminution de la population, ont rassemblé les survivants des petites villes de la vallée de Mexico dans de plus grandes cités. Cette migration a brisé le pouvoir des classes supérieures et participé à l'acculturation de la population originelle, et à ce que certains historiens qualifient d'ethnocide, menant à la Chute de l'Empire aztèque.

## Postérité
Aujourd'hui, ce type de culture a pratiquement disparu. Certaines parcelles ont été préservées dans la délégation de Xochimilco de Mexico et sont désormais inscrites sur la liste du patrimoine mondial de l'UNESCO.
Certains auteurs considèrent que l'aquaponie peut être vue comme ayant un principe similaire. Les chinampas seraient alors une technique ancienne d'agriculture hors sol.